# Resolutie 1575 Veiligheidsraad Verenigde Naties
Resolutie 1575 van de Veiligheidsraad van de Verenigde Naties werd unaniem door de Veiligheidsraad van de Verenigde Naties aangenomen op 22 november 2004. Ze autoriseerde de Europese EUFOR Althea-missie in Bosnië en Herzegovina voor een initiële periode van een jaar.

## Achtergrond
In 1980 overleed de Joegoslavische leider Tito, die decennialang de bindende kracht was geweest tussen de zes deelstaten van het land. Na zijn dood kende het nationalisme een sterke opmars, en in 1991 verklaarden verschillende deelstaten zich onafhankelijk. Zo ook Bosnië en Herzegovina, waar in 1992 een burgeroorlog ontstond tussen de Bosniakken, Kroaten en Serviërs. Deze oorlog, waarbij etnische zuiveringen plaatsvonden, ging door tot in 1995 vrede werd gesloten. Hierop werd de NAVO-operatie IFOR gestuurd die de uitvoering ervan moest afdwingen. Die werd in 1996 vervangen door SFOR, die op zijn beurt in 2004 werd vervangen door de Europese operatie EUFOR Althea.

## Inhoud

### Handelingen

#### I (vredesakkoorden)
De partijen werden nogmaals herinnerd aan hun verplichtingen onder de akkoorden, waaronder het Akkoord van Dayton, en hun eigen verantwoordelijkheid voor de uitvoering van die akkoorden.

#### II (SFOR en EUFOR)
De NAVO had beslist de SFOR-macht in Bosnië en Herzegovina eind 2004 af te ronden, waarna er een EU-missie voor in de plaats zou komen. De lidstaten die hieraan deel gingen nemen werden geautoriseerd om die EUFOR-missie op te richten voor een initiële periode van twaalf maanden. Ze werden voorts geautoriseerd het nodige te doen om de naleving van de Annexen 1-A en 2 van het vredesakkoord af te dwingen en tevens al het nodige te doen om de uitvoering van de missie te verdedigen.

## Verwante resoluties
- Resolutie 1534 Veiligheidsraad Verenigde Naties
- Resolutie 1551 Veiligheidsraad Verenigde Naties
- Resolutie 1581 Veiligheidsraad Verenigde Naties (2005)
- Resolutie 1597 Veiligheidsraad Verenigde Naties (2005)

Lijst ·  1522 ·  1523 ·  1524 ·  1525 ·  1526 ·  1527 ·  1528 ·  1529 ·  1530 ·  1531 ·  1532 ·  1533 ·  1534 ·  1535 ·  1536 ·  1537 ·  1538 ·  1539 ·  1540 ·  1541 ·  1542 ·  1543 ·  1544 ·  1545 ·  1546 ·  1547 ·  1548 ·  1549 ·  1550 ·  1551 ·  1552 ·  1553 ·  1554 ·  1555 ·  1556 ·  1557 ·  1558 ·  1559 ·  1560 ·  1561 ·  1562 ·  1563 ·  1564 ·  1565 ·  1566 ·  1567 ·  1568 ·  1569 ·  1570 ·  1571 ·  1572 ·  1573 ·  1574 ·  1575 ·  1576 ·  1577 ·  1578 ·  1579 ·  1580